# Варош
Варош (словен. Varoš) — поселення в общині Маколе, Подравський регіон‎, Словенія.